# Bettina Vardé
Bettina Vardé es una actriz y bailarina argentina especialmente conocida por sus trabajos en la década de 1980 y 90. Nació en la ciudad de Buenos Aires el 31 de julio de 1965, en el barrio de Flores.
En su carrera profesional, ha transitado por diversos medios (televisión, teatro, radio, cine, publicidad...) y géneros variados como el drama, la comedia, music hall y revista. Lo que le dio reconocimiento en el exterior y varios premios por su labor.

## Biografía

### Primeros años
Sus padres la inscribieron a los 5 años, en la escuela de teatro de  Guillermo Battaglia. Battaglia apelaba a los versos de Héctor Gagliardi para dar sus clases. Como Bettina aún no leía, aprendía las poesías con la ayuda de su padre.
Cuando Bettina terminó los estudios secundarios estuvo a punto de inscribirse en la Facultad de Derecho. Pero el asistir con sus primos a un espectáculo de Nélida Lobato y Tato Bores en el Teatro Maipo le hizo cambiar de idea. 
Ante la disyuntiva de anotarse en el Conservatorio Nacional o la Escuela Municipal de Arte Dramático. Optó por esta última. Había 300 inscriptos y solo 30 vacantes. Luego de tres días de audiciones le tomaron el último examen. Entre los profesores estaba Guillermo Battaglia. Aprobó el examen.

## Carrera profesional
Trabajó en el teatro Maipo junto a artistas tales como José Marrone, Antonio Gasalla, Jorge Porcel y Moria Casán, Estela Raval, Raúl Lavié, Juan Carlos Mesa. Tuvo mucho que ver el haber estudiado danzas con gente talentosa como Noemi Coelho y Rodolfo Olguin, ambos egresados del Instituto Superior de Arte del Teatro Colón de Buenos Aires y de reconocida trayectoria tanto en Argentina como en Europa.
Una vez iniciada su carrera como actriz, egresada de la Escuela Municipal de Arte Dramático, complementaría su formación asistiendo a seminarios de actuación para Actores dictados por Luis Agustoni. Trabajó junto a Tato Bores en el programa Tato, en busca de la vereda del sol, del Canal 13 de Buenos Aires. Participó además en Matrimonios y algo más y en  El Precio del Poder I y II, Amores (dirigido por Alejandro Doria) y varias telenovelas y unitarios. La trascendencia de su trabajo la llevó a escenarios de Chile y Perú. A fines de los años 90 decidió realizar una pausa en su carrera al dar a luz a su hijo.
Hace unos años se reincorporó a su carrera como conductora y animadora en televisión y radio. Sin dejar de lado la actuación.
Fue portada de Playboy edición Argentina en octubre del año 90.

## Obra

### Televisión
Canal Metro (Buenos Aires, Argentina)
- 1+1=3. Conducción Santiago Cuneo y Nora Briozzo  (2013/2014)

Canal 2 (La Plata, Argentina)
- El Precio del Poder II: El sillón de Rivadavia. Unitario, Drama. Dirección Hugo Moser con Arturo Puig (2002)
- Matrimonios y algo más. Dirección Hugo Moser

Canal 7 (Buenos Aires, Argentina)
- Personas y personajes. Unitario.Drama. Dirección José María Paolantonio. (1990)
- Las hormigas. Comedia. Juan Carlos Mesa
- Las mellizas Rivarola. Comedia, Hugo Moser. (1992)
- Buenos Aires háblame de amor. Telenovela Ricardo Darín. (1991)
- Vale Vale. Comedia con Santiago Bal, Carmen Barbieri y Joe Rígoli.

Canal 9, Libertad (Buenos Aires)
- Las mil y una de Sapag. Comedia con Mario Sapag.
- Solo para parejas. Comedia dramática. Director: Mario Marenco. Con Eleonora Wexler, Pablo Echarri y Boris Rubaja. (1994)
- Sexcitante. Music Hall. Con Tincho Zabala y Alberto Anchart.
- El precio del poder I. Unitario de drama. Dirección Hugo Moser con Rodolfo Bebán. (1992)
- Los Libonatti. Comedia. Guion de Hugo Moser y dirección de Rodolfo Cela. (1991)
- Festival de la OTI para IBEROAMÉRICA.
- Atrévase a soñar. Entretenimientos. Conducción: Berugo Carámbula. (1989/1990)
- Patear el tablero. Unitario. (1992)
- Monumental Moria. Humorístico con Moria Casán. (1989)
- Primer amor. Telenovela. Dirección Alfredo Galiñanes. Con Grecia Colmenares. (1993)

Canal 11, Telefe. Buenos Aires, Argentina
- La hermana mayor. Unitario. (1995)
- El gordo y el flaco. Comedia con Juan Carlos Mesa (1991)
- Grande Pa!. Unitario con Arturo Puig (1991)
- Los Benvenuto.. Comedia con Guillermo Francella (1989)
- Amigos son los amigos. Comedia con Carlos Andrés Calvo (1991)
- Amores. Unitario de drama. Alejandro Doria

Canal 13, Artear. Buenos Aires, Argentina
- Vivo con un fantasma. Comedia. Con Mario Pasik y Daniel Fanego. (1993)
- Detective de señoras. Unitario, de Hugo Moser. Con Fernando Lúpiz y César Pierry. (1991)
- Sex a pilas. Comedia de  Jorge Guinzburg. Con Ricardo Espalter, Carmen Barbieri, Fabián Gianola, Andrea Politti.
- Peor es nada. Comedia de  Jorge Guinzburg. (1994)
- Gerente de familia. Comedia. Con Arnaldo André. (1993)
- Antonella. Telenovela con Andrea del Boca. (1992)
- Tato en busca de la vereda del sol. Humor político con Tato Bores. (1990)

### Filmografía
| Nombre                    | Año  | - Género -       | Director           | Otros actores                                                      |
| ------------------------- | ---- | ---------------- | ------------------ | ------------------------------------------------------------------ |
| El telo y la tele         | 1985 | comedia          | Hugo Sofovich      | . Moria Casán, Emilio Disi, Jorge Martínez, Carmen Barbieri.       |
| Correccional de mujeres   | 1986 | drama            | Emilio Vieyra      | . Julio de Grazia, Edda Bustamante, Erika Wallner, Thelma Stefani. |
| Bañeros II, la playa loca | 1989 | comedia          | Carlos Galettini . | . Emilio Disi, Guillermo Francella, Gino Renni, Mónica Gonzaga.    |
| Aquí está el show         | 1989 | VHS Obra teatral | Hugo Sofovich .    | . Juan Carlos Calabró, Dorys del Valle, Emilio Disi, Estela Raval. |

### Teatro
- 1980: A esta revista le falta un tornillo - Junto a Tristán, Julio López, Naanim Timoyko y elenco. - Dirección: Hugo Sofovich.
- 1984: La patota revistera - Teatro Tabarís - Junto a Moria Casán, Carmen Barbieri, Javier Portales, Mario Sánchez, Mario Castiglione, Dúo Contrapeso, y elenco - Dirección: Hugo Sofovich.
- 1984: La revista del paro general - Teatro Tabarís - Junto a José Marrone, Luisa Albinoni, Calígula, Tandarica, Katia Iaros, Thelma Stefani y elenco. - Dirección: Hugo Sofovich.
- 1985: Bombas las del Tabarís - Teatro Tabarís - Junto a José Marrone, Luisa Albinoni, Javier Portales y elenco. - Dirección: Hugo Sofovich.
- 1986: Al fin juntos! - Junto a Jorge Porcel, Moria Casán y elenco.
- 1987: Gasalla es el Maipo y el Maipo es Gasalla - Teatro Maipo - Junto a Antonio Gasalla, Norma Pons, Juan C. Acosta, Ana María Picchio, Alberto García Satur, y elenco - Dirección: Antonio Gasalla.
- 1988: El show de la Rossetto - Junto a Cecilia Rossetto.
- 1989: Aquí está el show - Junto a Juan Carlos Calabró, Dorys del Valle, Emilio Disi, Estela Raval, Raúl Lavié, Mónica Romero. Omar Ocampo, Lorena Bredeston, Martín Guerrero, Hugo Varela y Grupo Caviar - Dirección: Hugo Sofovich.
- 1990: Noche de gatos - Junto a Darío Vittori.
- 2014: Entre amigos - Teatro Bar Eloisa - Junto a María Alexandra y Fabián Acri.

### Radio
- 2015/2016: La mesa 830 - Radio del Pueblo AM 830.  Conducción.
- 2012/2014: Uno más uno:Tres - Radio Cadena Uno AM 1240.  Conducción.

| Nombre de la obra                         | Género     | Director         | Otros actores                                   |  |
| ----------------------------------------- | ---------- | ---------------- | ----------------------------------------------- |  |
| A esta revista le falta un tornillo       | revista    | Hugo Sofovich    | Naanim Timoyko, Tristán, Julio López            |  |
| La patota revistera                       | Revista    | Hugo Sofovich    | Moria Casán, Javier Portales, Carmen Barbieri   |  |
| La revista del paro general               | Revista    | Hugo Sofovich    | Luisa Albinoni, José Marrone, Thelma Stefani.   |  |
| Bombas, las del Tabarís                   | Revista    | Hugo Sofovich    | Luisa Albinoni, Calígula, José Marrone          |  |
| Al fin juntos!                            | Revista    | Hugo Sofovich    | Moria Casán, Jorge Porcel, Mario Castiglione    |  |
| Gasalla es el Maipo y el Maipo es Gasalla | Music hall | Antonio Gasalla  | Antonio Gasalla, Norma Pons, Ana María Picchio. |  |
| Aquí está el show                         | Comedia    | Hugo Sofovich    | Estela Raval, Raúl Lavié, Grupo Caviar          |  |
| El show de la Rossetto                    | Music hall | Cecilia Rossetto |                                                 |  |
| Noche de gatos                            | Comedia    |                  | Darío Víttori                                   |  |

## Trabajos en el exterior

### Perú
- Requetetulio. Comedia. Televisión. Dirección Tulio Loza.
- Cholíbiris. Teatro. Dirección Tulio Loza.

### Chile
- El Show de la Rossetto. Dirección Cecilia Rossetto.
- Teatro Casino de Viña del Mar.